# Аламаки (окръг, Айова)
Окръг Аламаки (на английски: Allamakee County) е окръг в щата Айова, Съединени американски щати. Площта му е 1655 квадратни километра, а населението – 14 328 души (по преброяване от април 2010 г.). Административен център е град Уокън.